# Liga Mistrzów w piłce siatkowej (2000/2001)
Liga Mistrzów siatkarzy 2000/2001 (oficjalna nazwa: 2000/2001 European Champions League) - 1. sezon Ligi Mistrzów rozgrywanej od 2000 roku (42. turniej ogólnie, wliczając Puchar Europy Mistrzów Krajowych), organizowanej przez Europejską Konfederację Piłki Siatkowej (CEV) w ramach europejskich pucharów dla 16 męskich klubowych zespołów siatkarskich "starego kontynentu". 
W sezonie 2000/2001 Liga Mistrzów była pierwszym turniejem klubowym w hierarchii CEV.
Zgodnie z regulaminem do zmagań o prymat w sezonie 2000/2001 dopuszczono 16 drużyn z 12 państw.
Turniej finałowy rozegrany został w dniach 23-24 marca w Paryżu we Francji.

## System rozgrywek
- W fazie grupowej 16 zespołów podzielonych zostało na 4 grupy (A, B, C, D), w których drużyny rozegrały pomiędzy sobą po dwa spotkania. Z każdej grupy awans do 1/4 finału uzyskały po dwa najlepsze zespoły.
- W 1/4 finału utworzono 4 pary. Każda z par rozegrała dwumecz. O awansie decydowały kolejno: liczba wygranych meczów, liczba wygranych setów, liczba wygranych małych punktów.
- Zwycięzcy par 1/4 finału awansowali do Final Four, gdzie rozegrano półfinały, mecz o 3. miejsce oraz finał.

## Drużyny uczestniczące
| Państwo  | Drużyna                                    |
| -------- | ------------------------------------------ |
| Austria  | E.ON hotVolleys Wiedeń (L1 + P1)           |
| Belgia   | Knack Roeselare (L1 + P1)                  |
| Bułgaria | Lewski Sikonko Sofia (L1 + P1)             |
| Czechy   | VK Jihostroj České Budějovice (L1 + P1)    |
| Francja  | Paris Volley (L1)                          |
| Francja  | Tours VB (L4 + P2)                         |
| Grecja   | Olympiakos SFP (L1)                        |
| Grecja   | GS Iraklis (L2 + P1)                       |
| Holandia | Geové RZG/Vrevok Nieuwegein (L1)           |
| Niemcy   | VfB Friedrichshafen (L1)                   |
| Niemcy   | SCC Berlin (L2 + P1)                       |
| Polska   | Mostostal-Azoty Kędzierzyn-Koźle (L1 + P1) |
| Rosja    | Biełogorje-Dinamo Biełgorod (L1)           |
| Turcja   | Arçelik (L1 + P1)                          |
| Włochy   | Ford per il Bambino Gesù Roma (L1)         |
| Włochy   | Sisley Treviso (L2 + P1)                   |

## Rozgrywki

### Faza grupowa

#### Grupa A
Tabela
| Lp. | Drużyna                       | Pkt | Mecze | Mecze | Mecze | Sety | Sety | Sety  | Małe punkty | Małe punkty | Małe punkty |
| Lp. | Drużyna                       | Pkt | M     | W     | P     | wyg. | prz. | ratio | zdob.       | str.        | ratio       |
| --- | ----------------------------- | --- | ----- | ----- | ----- | ---- | ---- | ----- | ----------- | ----------- | ----------- |
| 1   | Ford per il Bambino Gesù Roma | 11  | 6     | 5     | 1     | 16   | 7    | 2.286 | 545         | 497         | 1.097       |
| 2   | Arçelik                       | 10  | 6     | 4     | 2     | 14   | 9    | 1.556 | 533         | 524         | 1.017       |
| 3   | GS Iraklis                    | 8   | 6     | 2     | 4     | 12   | 14   | 0.857 | 568         | 573         | 0.991       |
| 4   | SCC Berlin                    | 7   | 6     | 1     | 5     | 5    | 17   | 0.294 | 464         | 516         | 0.899       |

Źródło: cev.lu
Zasady ustalania kolejności: 1. liczba zdobytych punktów; 2. wyższy stosunek setów; 3. wyższy stosunek małych punktów.
Punktacja: zwycięstwo – 2 pkt; porażka – 1 pkt
Wyniki spotkań
| Data       | Godz. | Drużyna 1                     | Wynik | Drużyna 2                     | 1     | 2     | 3     | 4     | 5     | Widzów | * |
| ---------- | ----- | ----------------------------- | ----- | ----------------------------- | ----- | ----- | ----- | ----- | ----- | ------ | - |
| 06.12.2000 | 19:00 | SCC Berlin                    | 0:3   | Arçelik                       | 20:25 | 19:25 | 25:27 |       |       | 1400   |   |
| 06.12.2000 | 17:00 | GS Iraklis                    | 0:3   | Ford per il Bambino Gesù Roma | 23:25 | 23:25 | 18:25 |       |       | 800    |   |
|            |       |                               |       |                               |       |       |       |       |       |        |   |
| 13.12.2000 | 20:30 | Ford per il Bambino Gesù Roma | 3:0   | SCC Berlin                    | 28:26 | 29:27 | 25:19 |       |       | 250    |   |
| 12.12.2000 | 17:30 | Arçelik                       | 3:2   | GS Iraklis                    | 35:33 | 20:25 | 25:23 | 23:25 | 15:13 | 1000   |   |
|            |       |                               |       |                               |       |       |       |       |       |        |   |
| 20.12.2000 | 19:00 | SCC Berlin                    | 3:2   | GS Iraklis                    | 25:20 | 19:25 | 25:19 | 23:25 | 15:9  | 1600   |   |
| 19.12.2000 | 17:30 | Arçelik                       | 3:1   | Ford per il Bambino Gesù Roma | 25:23 | 27:25 | 19:25 | 25:23 |       | 700    |   |
|            |       |                               |       |                               |       |       |       |       |       |        |   |
| 10.01.2001 | 20:30 | Ford per il Bambino Gesù Roma | 3:0   | Arçelik                       | 25:23 | 25:21 | 25:12 |       |       | 300    |   |
| 10.01.2001 | 17:00 | GS Iraklis                    | 3:0   | SCC Berlin                    | 25:22 | 25:19 | 25:13 |       |       | 1500   |   |
|            |       |                               |       |                               |       |       |       |       |       |        |   |
| 17.01.2001 | 19:00 | SCC Berlin                    | 2:3   | Ford per il Bambino Gesù Roma | 22:25 | 25:17 | 25:23 | 18:25 | 13:15 | 2100   |   |
| 17.01.2001 | 17:00 | GS Iraklis                    | 3:2   | Arçelik                       | 16:25 | 25:18 | 22:25 | 26:24 | 17:15 | 200    |   |
|            |       |                               |       |                               |       |       |       |       |       |        |   |
| 24.01.2000 | 17:30 | Arçelik                       | 3:0   | SCC Berlin                    | 25:19 | 25:18 | 29:27 |       |       | 900    |   |
| 24.01.2000 | 20:30 | Ford per il Bambino Gesù Roma | 3:2   | GS Iraklis                    | 29:27 | 20:25 | 23:25 | 25:19 | 15:10 | 500    |   |

#### Grupa B
Tabela
| Lp. | Drużyna                          | Pkt | Mecze | Mecze | Mecze | Sety | Sety | Sety  | Małe punkty | Małe punkty | Małe punkty |
| Lp. | Drużyna                          | Pkt | M     | W     | P     | wyg. | prz. | ratio | zdob.       | str.        | ratio       |
| --- | -------------------------------- | --- | ----- | ----- | ----- | ---- | ---- | ----- | ----------- | ----------- | ----------- |
| 1   | Paris Volley                     | 12  | 6     | 6     | 0     | 18   | 5    | 3.600 | 550         | 488         | 1.127       |
| 2   | Mostostal-Azoty Kędzierzyn-Koźle | 9   | 6     | 3     | 3     | 11   | 11   | 1.000 | 474         | 493         | 0.961       |
| 3   | Lewski Sikonko Sofia             | 8   | 6     | 2     | 4     | 9    | 13   | 0.692 | 509         | 512         | 0.994       |
| 4   | E.ON hotVolleys Wiedeń           | 7   | 6     | 1     | 5     | 7    | 16   | 0.438 | 503         | 543         | 0.926       |

Źródło: cev.lu
Zasady ustalania kolejności: 1. liczba zdobytych punktów; 2. wyższy stosunek setów; 3. wyższy stosunek małych punktów.
Punktacja: zwycięstwo – 2 pkt; porażka – 1 pkt
Wyniki spotkań
| Data       | Godz. | Drużyna 1                        | Wynik | Drużyna 2                        | 1     | 2     | 3     | 4     | 5     | Widzów | * |
| ---------- | ----- | -------------------------------- | ----- | -------------------------------- | ----- | ----- | ----- | ----- | ----- | ------ | - |
| 05.12.2000 | 20:00 | E.ON hotVolleys Wiedeń           | 0:3   | Paris Volley                     | 27:29 | 22:25 | 22:25 |       |       | 1800   |   |
| 06.12.2000 | 18:00 | Mostostal-Azoty Kędzierzyn-Koźle | 3:0   | Lewski Sikonko Sofia             | 25:21 | 28:26 | 25:20 |       |       | 2500   |   |
|            |       |                                  |       |                                  |       |       |       |       |       |        |   |
| 12.12.2000 | 17:30 | Lewski Sikonko Sofia             | 3:1   | E.ON hotVolleys Wiedeń           | 25:13 | 21:25 | 25:20 | 25:23 |       | 3000   |   |
| 12.12.2000 | 20:30 | Paris Volley                     | 3:0   | Mostostal-Azoty Kędzierzyn-Koźle | 25:18 | 25:18 | 25:17 |       |       | 600    |   |
|            |       |                                  |       |                                  |       |       |       |       |       |        |   |
| 19.12.2000 | 20:00 | E.ON hotVolleys Wiedeń           | 2:3   | Mostostal-Azoty Kędzierzyn-Koźle | 19:25 | 25:21 | 22:25 | 25:22 | 11:15 | 1500   |   |
| 20.12.2000 | 20:30 | Paris Volley                     | 3:1   | Lewski Sikonko Sofia             | 25:19 | 25:22 | 17:25 | 25:17 |       | 1377   |   |
|            |       |                                  |       |                                  |       |       |       |       |       |        |   |
| 11.01.2001 | 17:30 | Lewski Sikonko Sofia             | 1:3   | Paris Volley                     | 25:22 | 22:25 | 26:28 | 24:26 |       | 3000   |   |
| 10.01.2001 | 18:00 | Mostostal-Azoty Kędzierzyn-Koźle | 3:0   | E.ON hotVolleys Wiedeń           | 25:22 | 25:20 | 25:23 |       |       | 3500   |   |
|            |       |                                  |       |                                  |       |       |       |       |       |        |   |
| 16.01.2001 | 20:00 | E.ON hotVolleys Wiedeń           | 3:1   | Lewski Sikonko Sofia             | 24:26 | 25:23 | 25:22 | 25:20 |       | 1500   |   |
| 17.01.2001 | 18:00 | Mostostal-Azoty Kędzierzyn-Koźle | 2:3   | Paris Volley                     | 25:21 | 25:23 | 17:25 | 23:25 | 9:15  | 3500   |   |
|            |       |                                  |       |                                  |       |       |       |       |       |        |   |
| 24.01.2001 | 20:30 | Paris Volley                     | 3:1   | E.ON hotVolleys Wiedeń           | 25:23 | 19:25 | 25:18 | 25:19 |       | 875    |   |
| 24.01.2001 | 17:30 | Lewski Sikonko Sofia             | 3:0   | Mostostal-Azoty Kędzierzyn-Koźle | 25:22 | 25:23 | 25:16 |       |       | 3000   |   |

#### Grupa C
Tabela
| Lp. | Drużyna                       | Pkt | Mecze | Mecze | Mecze | Sety | Sety | Sety  | Małe punkty | Małe punkty | Małe punkty |
| Lp. | Drużyna                       | Pkt | M     | W     | P     | wyg. | prz. | ratio | zdob.       | str.        | ratio       |
| --- | ----------------------------- | --- | ----- | ----- | ----- | ---- | ---- | ----- | ----------- | ----------- | ----------- |
| 1   | Knack Roeselare               | 12  | 6     | 6     | 0     | 18   | 3    | 6.000 | 519         | 416         | 1.248       |
| 2   | Biełogorje-Dinamo Biełgorod   | 9   | 6     | 3     | 3     | 11   | 10   | 1.100 | 459         | 454         | 1.011       |
| 3   | VfB Friedrichshafen           | 9   | 6     | 3     | 3     | 11   | 11   | 1.000 | 485         | 502         | 0.966       |
| 4   | VK Jihostroj České Budějovice | 6   | 6     | 0     | 6     | 2    | 18   | 0.111 | 403         | 494         | 0.816       |

Źródło: cev.lu
Zasady ustalania kolejności: 1. liczba zdobytych punktów; 2. wyższy stosunek setów; 3. wyższy stosunek małych punktów.
Punktacja: zwycięstwo – 2 pkt; porażka – 1 pkt
Wyniki spotkań
| Data       | Godz. | Drużyna 1                     | Wynik | Drużyna 2                     | 1     | 2     | 3     | 4     | 5     | Widzów | * |
| ---------- | ----- | ----------------------------- | ----- | ----------------------------- | ----- | ----- | ----- | ----- | ----- | ------ | - |
| 07.12.2000 | 17:00 | VK Jihostroj České Budějovice | 0:3   | Knack Roeselare               | 23:25 | 21:25 | 23:25 |       |       | 1300   |   |
| 06.12.2000 | 18:00 | Biełogorje-Dinamo Biełgorod   | 3:0   | VfB Friedrichshafen           | 25:22 | 25:21 | 25:17 |       |       | 4300   |   |
|            |       |                               |       |                               |       |       |       |       |       |        |   |
| 12.12.2000 | 20:00 | VfB Friedrichshafen           | 3:0   | VK Jihostroj České Budějovice | 25:19 | 25:21 | 25:23 |       |       | 1600   |   |
| 13.12.2000 | 20:00 | Knack Roeselare               | 3:0   | Biełogorje-Dinamo Biełgorod   | 25:11 | 25:23 | 25:16 |       |       | 1750   |   |
|            |       |                               |       |                               |       |       |       |       |       |        |   |
| 21.12.2000 | 17:00 | VK Jihostroj České Budějovice | 1:3   | Biełogorje-Dinamo Biełgorod   | 17:25 | 24:26 | 25:20 | 22:25 |       | 800    |   |
| 20.12.2000 | 20:00 | Knack Roeselare               | 3:1   | VfB Friedrichshafen           | 24:26 | 25:15 | 25:13 | 25:21 |       | 1900   |   |
|            |       |                               |       |                               |       |       |       |       |       |        |   |
| 09.01.2001 | 20:00 | VfB Friedrichshafen           | 1:3   | Knack Roeselare               | 25:20 | 23:25 | 22:25 | 25:27 |       | 1400   |   |
| 10.01.2001 | 18:00 | Biełogorje-Dinamo Biełgorod   | 3:0   | VK Jihostroj České Budějovice | 25:19 | 25:21 | 25:11 |       |       | 2500   |   |
|            |       |                               |       |                               |       |       |       |       |       |        |   |
| 18.01.2001 | 17:00 | VK Jihostroj České Budějovice | 0:3   | VfB Friedrichshafen           | 22:25 | 22:25 | 18:25 |       |       | 400    |   |
| 17.01.2001 | 18:00 | Biełogorje-Dinamo Biełgorod   | 0:3   | Knack Roeselare               | 22:25 | 19:25 | 16:25 |       |       | 4300   |   |
|            |       |                               |       |                               |       |       |       |       |       |        |   |
| 23.01.2001 | 20:00 | Knack Roeselare               | 3:1   | VK Jihostroj České Budějovice | 25:16 | 23:25 | 25:15 | 25:16 |       | 1800   |   |
| 24.01.2000 | 20:00 | VfB Friedrichshafen           | 3:2   | Biełogorje-Dinamo Biełgorod   | 20:25 | 25:20 | 20:25 | 25:23 | 15:13 | 2000   |   |

#### Grupa D
Tabela
| Lp. | Drużyna                     | Pkt | Mecze | Mecze | Mecze | Sety | Sety | Sety  | Małe punkty | Małe punkty | Małe punkty |
| Lp. | Drużyna                     | Pkt | M     | W     | P     | wyg. | prz. | ratio | zdob.       | str.        | ratio       |
| --- | --------------------------- | --- | ----- | ----- | ----- | ---- | ---- | ----- | ----------- | ----------- | ----------- |
| 1   | Sisley Treviso              | 11  | 6     | 5     | 1     | 15   | 6    | 2.500 | 484         | 431         | 1.123       |
| 2   | Olympiakos SFP              | 10  | 6     | 4     | 2     | 16   | 9    | 1.778 | 559         | 520         | 1.075       |
| 3   | Tours VB                    | 8   | 6     | 2     | 4     | 9    | 15   | 0.600 | 509         | 545         | 0.934       |
| 4   | Geové RZG/Vrevok Nieuwegein | 7   | 6     | 1     | 5     | 7    | 17   | 0.412 | 503         | 559         | 0.900       |

Źródło: cev.lu
Zasady ustalania kolejności: 1. liczba zdobytych punktów; 2. wyższy stosunek setów; 3. wyższy stosunek małych punktów.
Punktacja: zwycięstwo – 2 pkt; porażka – 1 pkt
Wyniki spotkań
| Data       | Godz. | Drużyna 1                   | Wynik | Drużyna 2                   | 1     | 2     | 3     | 4     | 5     | Widzów | * |
| ---------- | ----- | --------------------------- | ----- | --------------------------- | ----- | ----- | ----- | ----- | ----- | ------ | - |
| 06.12.2000 | 20:30 | Sisley Treviso              | 3:2   | Olympiakos SFP              | 18:25 | 25:18 | 25:17 | 21:25 | 15:7  | 1000   |   |
| 06.12.2000 | 20:30 | Tours VB                    | 3:1   | Geové RZG/Vrevok Nieuwegein | 25:17 | 22:25 | 25:20 | 25:19 |       | 2800   |   |
|            |       |                             |       |                             |       |       |       |       |       |        |   |
| 13.12.2000 | 20:00 | Geové RZG/Vrevok Nieuwegein | 0:3   | Sisley Treviso              | 20:25 | 22:25 | 20:25 |       |       | 1573   |   |
| 12.12.2000 | 19:00 | Olympiakos SFP              | 2:3   | Tours VB                    | 22:25 | 25:19 | 25:23 | 21:25 | 17:19 | 500    |   |
|            |       |                             |       |                             |       |       |       |       |       |        |   |
| 20.12.2000 | 20:30 | Sisley Treviso              | 3:0   | Tours VB                    | 25:19 | 25:22 | 25:13 |       |       | 500    |   |
| 20.12.2000 | 19:00 | Olympiakos SFP              | 3:0   | Geové RZG/Vrevok Nieuwegein | 25:23 | 25:18 | 25:18 |       |       | 300    |   |
|            |       |                             |       |                             |       |       |       |       |       |        |   |
| 10.01.2001 | 20:00 | Geové RZG/Vrevok Nieuwegein | 2:3   | Olympiakos SFP              | 21:25 | 25:21 | 15:25 | 29:27 | 11:15 | 600    |   |
| 09.01.2001 | 20:30 | Tours VB                    | 0:3   | Sisley Treviso              | 23:25 | 14:25 | 21:25 |       |       | 3800   |   |
|            |       |                             |       |                             |       |       |       |       |       |        |   |
| 17.01.2001 | 20:30 | Sisley Treviso              | 3:1   | Geové RZG/Vrevok Nieuwegein | 29:27 | 25:19 | 21:25 | 25:19 |       | 2000   |   |
| 17.01.2001 | 20:30 | Tours VB                    | 1:3   | Olympiakos SFP              | 23:25 | 19:25 | 25:19 | 23:25 |       | 3500   |   |
|            |       |                             |       |                             |       |       |       |       |       |        |   |
| 24.01.2001 | 16:45 | Olympiakos SFP              | 3:0   | Sisley Treviso              | 25:16 | 25:16 | 25:23 |       |       | 300    |   |
| 24.01.2001 | 20:00 | Geové RZG/Vrevok Nieuwegein | 3:2   | Tours VB                    | 22:25 | 23:25 | 25:21 | 25:17 | 15:11 | 350    |   |

### Faza play-off
| Data       | Godz. | Drużyna 1                   | Wynik | Drużyna 2                        | 1     | 2     | 3     | 4     | 5     | Widzów | * |
| ---------- | ----- | --------------------------- | ----- | -------------------------------- | ----- | ----- | ----- | ----- | ----- | ------ | - |
| 14.02.2001 | 18:00 | Biełogorje-Dinamo Biełgorod | 0:3   | Ford per il Bambino Gesù Roma    | 21:25 | 24:26 | 22:25 |       |       | 4500   |   |
| 21.02.2001 | 17:30 | Biełogorje-Dinamo Biełgorod | 0:3   | Ford per il Bambino Gesù Roma    | 19:25 | 22:25 | 25:27 |       |       | 300    |   |
| 14.02.2001 | 16:30 | Arçelik                     | 0:3   | Paris Volley                     | 26:28 | 21:25 | 25:27 |       |       | 1200   |   |
| 21.02.2001 | 20:00 | Arçelik                     | 3:2   | Paris Volley                     | 20:25 | 25:20 | 28:26 | 18:25 | 15:9  | 900    |   |
| 14.02.2001 | 20:30 | Sisley Treviso              | 3:0   | Mostostal-Azoty Kędzierzyn-Koźle | 25:21 | 25:15 | 25:18 |       |       | 600    |   |
| 21.02.2001 | 18:00 | Sisley Treviso              | 3:2   | Mostostal-Azoty Kędzierzyn-Koźle | 25:21 | 25:23 | 20:25 | 23:25 | 15:11 | 3100   |   |
| 14.02.2001 | 20:00 | Knack Roeselare             | 2:3   | Olympiakos SFP                   | 25:18 | 22:25 | 25:27 | 25:23 | 9:15  | 2000   |   |
| 22.02.2001 | 19:00 | Knack Roeselare             | 0:3   | Olympiakos SFP                   | 17:25 | 13:25 | 19:25 |       |       | 1500   |   |

### Final Four
|  | Półfinały | Półfinały                     | Półfinały |  |  | Finał             | Finał                         | Finał             |
|  |           |                               |           |  |  |                   |                               |                   |
|  | Włochy    | Ford per il Bambino Gesù Roma | 1         |  |  |                   |                               |                   |
|  | Francja   | Paris Volley                  | 3         |  |  |                   |                               |                   |
|  |           |                               |           |  |  | Francja           | Paris Volley                  | 3                 |
|  |           |                               |           |  |  | Włochy            | Sisley Treviso                | 2                 |
|  | Włochy    | Sisley Treviso                | 3         |  |  |                   |                               |                   |
|  | Grecja    | Olympiakos SFP                | 0         |  |  | Mecz o 3. miejsce | Mecz o 3. miejsce             | Mecz o 3. miejsce |
|  |           |                               |           |  |  |                   |                               |                   |
|  |           |                               |           |  |  | Włochy            | Ford per il Bambino Gesù Roma | 3                 |
|  |           |                               |           |  |  | Grecja            | Olympiakos SFP                | 2                 |

#### Półfinały
| Data       | Godz. | Drużyna 1                     | Wynik | Drużyna 2      | 1     | 2     | 3     | 4     | 5 | Widzów | * |
| ---------- | ----- | ----------------------------- | ----- | -------------- | ----- | ----- | ----- | ----- | - | ------ | - |
| 23.03.2001 | 18:00 | Ford per il Bambino Gesù Roma | 1:3   | Paris Volley   | 22:25 | 25:22 | 21:25 | 24:26 |   | 4000   |   |
| 23.03.2001 | 20:30 | Sisley Treviso                | 3:0   | Olympiakos SFP | 25:22 | 25:20 | 25:22 |       |   | 4000   |   |

#### Mecz o 3. miejsce
| Data       | Godz. | Drużyna 1                     | Wynik | Drużyna 2      | 1     | 2     | 3     | 4     | 5     | Widzów | * |
| ---------- | ----- | ----------------------------- | ----- | -------------- | ----- | ----- | ----- | ----- | ----- | ------ | - |
| 24.03.2001 | 15:00 | Ford per il Bambino Gesù Roma | 3:2   | Olympiakos SFP | 16:25 | 20:25 | 25:22 | 25:22 | 15:11 | 3000   |   |

#### Finał
| Data       | Godz. | Drużyna 1    | Wynik | Drużyna 2      | 1     | 2     | 3     | 4     | 5     | Widzów | * |
| ---------- | ----- | ------------ | ----- | -------------- | ----- | ----- | ----- | ----- | ----- | ------ | - |
| 24.03.2001 | 18:00 | Paris Volley | 3:2   | Sisley Treviso | 25:22 | 17:25 | 22:25 | 25:23 | 15:13 | 4500   |   |

## Klasyfikacja końcowa
| Miejsce | Drużyna                          |
| ------- | -------------------------------- |
| 1       | Paris Volley                     |
| 2       | Sisley Treviso                   |
| 3       | Ford per il Bambino Gesù Roma    |
| 4       | Olympiakos SFP                   |
| 5-8     | Arçelik                          |
| 5-8     | Biełogorje-Dinamo Biełgorod      |
| 5-8     | Knack Roeselare                  |
| 5-8     | Mostostal-Azoty Kędzierzyn-Koźle |